# 磷钇矿
磷钇矿是一种稀土磷酸盐矿物，其主要成分为正磷酸钇（YPO4），它可以和chernovite-(Y)矿（YAsO4）形成固溶体共生，因此会有痕量的杂质，如砷、钙和二氧化硅。此外，镝、铒、铽、镱、钍、铀等元素可以取代矿物中的钇，成为磷钇矿中第二丰度的成分。由于可能含有的钍或铀，使得矿物具有放射性。磷锰锂矿、独居石和紫磷铁锰矿有时与磷钇矿共生为“无水磷酸盐”组。磷钇矿是钇和一些重镧系金属（镝、镱、铒和钆）的来源。有时候优质的磷钇矿也会生长出宝石。

## 词源
磷钇矿的英文为xenotime，源自希腊语κενός（虚的）和τιμή（荣耀），意思为“虚荣”。这个词由法国矿物学家François Sulpice Beudant创造，但却引来了瑞典化学家永斯·贝采利乌斯的非议。这是因为后者认为从这个矿物中发现了新元素（之后被确认是先前发现的钇），随着“kenotime”的误读和“xenotime”的误写，非议声逐渐减弱。“xenotime”这个词最初被描述在1824年为挪威西阿格德尔郡的一种矿石。